# Овертон (Тексас)
Овертон (енгл. Overton) град је у америчкој савезној држави Тексас. По попису становништва из 2010. у њему је живело 2.554 становника.

## Демографија
Према попису становништва из 2010. у граду је живело 2.554 становника, што је 204 (8,7%) становника више него 2000. године.
| Група             | 2000.         | 2010.         |
| Белци             | 1.835 (78,1%) | 1.985 (77,7%) |
| Афроамериканци    | 421 (17,9%)   | 412 (16,1%)   |
| Азијати           | 0 (0,0%)      | 3 (0,1%)      |
| Хиспаноамериканци | 49 (2,1%)     | 101 (4,0%)    |
| Укупно            | 2.350         | 2.554         |